# 克羅諾斯冰川
克羅諾斯冰川（英語：Cronus Glacier），是南極洲的冰川，位於葛拉漢地的鮑曼海岸，長11公里、寬6公里，最終在卡呂普索崖和克拉比特角之間注入鮑曼灣，現時由南極條約體系管理。